# Oh, Ramona!
Oh, Ramona! is een Roemeense coming of age komediefilm uit 2019. De film werd geregisseerd door Cristina Jacob. De film is in het Engels opgenomen en gebaseerd op een boek dat geschreven is door Andrei Ciobanu.